# Maximiliano Rodríguez Vecino
Maximiliano Rodríguez Vecino (Minas, Uruguai, 6 de maig de 1986) és un escriptor uruguaià.
El 2016 es trasllada a Barcelona, ciutat en la qual publica la seva primera novel·la "El último combatente" (2a edició, 2019). El seu següent projecte literari, Selva de hormigón y lagartos (Editorial Amarante, 2022), va ser guardonat amb una de les beques en la 4a edició de "Beques d'Escriptura Montserrat Roig, 2020", atorgades per l'Institut de Cultura de Barcelona, sota el programa “Barcelona Ciutat de la Literatura UNESCO”.

## Obres
Novel·les
- El último combatiente, Serial Ediciones, 2018.
- Selva de hormigón y lagartos, Editorial Amarante, 2022.

## Premis i reconeixements
- Premi Nacional de Narrativa “Narradores de la Banda Oriental” (2024), esment.[5]

- Beca d´escriptura Montserrat Roig (2020).